# Los años perdidos
Los años perdidos es una telenovela independiente mexicana producida por Raúl Lozano Tere para Tele Rey (hoy MVS Televisión) en 1987. No es una secuela de las telenovelas Los años felices ni de Los años pasan. Es protagonizada por Rogelio Guerra, Silvia Pasquel, Ana Colchero y Alejandro Aragón. La empresa Televisa decidió comprar esta telenovela para sacarla de circulación en México y la emitió por un canal de cable restringido. En Estados Unidos fue emitida a través del canal de Telemundo KVEA en horario estelar. Nunca se transmitió por el Canal de las estrellas.

## Reparto
- Rogelio Guerra
- Silvia Pasquel
- Ana Colchero
- Alejandro Aragón
- Javier Marc
- Romina Castro

## Producción

### Filmación
Las grabaciones comenzaron el 15 de diciembre de 1986 en los estudios independientes de Tele Rey, que pertenecían a la empresa radiofónica Stereo Rey de la Ciudad de México, hoy llamada MVS Comunicaciones y concluyeron el 28 de octubre de 1987.